# Steh wieder auf
Steh wieder auf ist ein Lied des deutschen Rap-Duos Deine Lieblings Rapper, bestehend aus Sido und Harris. Der Song ist die einzige Singleauskopplung ihres Studioalbums Dein Lieblings Album und wurde am 23. September 2005 veröffentlicht.

## Inhalt
| Liedteil   | Künstler        |
| 1. Strophe | Harris          |
| Refrain    | Sido und Harris |
| 2. Strophe | Sido            |
| 3. Strophe | Harris und Sido |

Steh wieder auf handelt davon, dass man sein Leben leben und genießen soll, wobei Harris und Sido jeweils aus der Perspektive des lyrischen Ichs rappen. Harris berichtet von seiner Familie und seinen Kindern, dank denen er das Leben liebe und jeden Tag Kraft schöpfe. Er versuche stets das Beste draus zu machen und habe Glück gehabt, dass er nicht, wie viele seiner Freunde, im Gefängnis sitze. Sido rappt unter anderem über Drogen, Reichtum, Partys und Frauen, die sein Leben bereichern und lebenswert machen. Er lasse sich von niemandem etwas sagen und tue stets das, worauf er Lust habe. Beide appellieren an den Hörer, dass dieser auch sein Leben genießen und seinen Träumen nachjagen solle. Der Refrain nimmt textlich teils Bezug auf den Song Rapper’s Delight von der Sugarhill Gang aus dem Jahr 1979.

„Ich leb mein Leben, scheiß auf dich
 
Drück mich zu Boden, doch ich steh wieder auf

Hör zu, ich guck nach vorn und ich seh, alles wird gut

Seht ihr das auch?“

## Produktion
Der Song wurde von den Musikproduzenten Paul NZA und Kilian produziert, die neben Sido und Harris auch als Autoren fungierten.

## Musikvideo
Bei dem zu Steh wieder auf gedrehten Musikvideo führten Daniel Harder und Aggro-Berlin-Mitbegründer Specter Regie. Es verzeichnet auf YouTube über 7,8 Millionen Aufrufe (Stand Februar 2024). Zu Beginn sind Sido und Harris Backstage nach einem Auftritt zu sehen, wo sie sich für eine Party im Hotel verabreden. Anschließend beginnt der Song und Sido sitzt im Gefängnis auf einem elektrischen Stuhl, während Harris aus dem Gefängnis entlassen wird und mit einer Frau im Auto zu einem Friedhof fährt, wo er ein Grab aushebt. Weitere Szenen zeigen beide Rapper mit verschiedenen Frauen auf einer Party, die sich mit Ausschnitten aus dem Gefängnis abwechseln. Danach wird der elektrische Stuhl angestellt, während Sido und Harris parallel, wie Jesus Christus, an Holzkreuzen hängen und rappen. Gegen Ende des Videos stürmen Polizisten die Feier und nehmen beide Rapper fest. Sido trägt die gesamte Zeit seine silberne Totenkopf-Maske.

## Single

### Covergestaltung
Das Singlecover zeigt Sido und Harris in einem halbdunklen Raum, wobei Sido seine Totenkopf-Maske trägt und auf einem elektrischen Stuhl festgeschnallt ist, während Harris neben ihm steht und auf ihn herabblickt. Im Vordergrund befinden sich die grauen Schriftzüge Deine Lieblings Rapper und Steh wieder auf!, während das Aggro-Berlin-Logo rechts unten in Weiß steht. Am oberen Bildrand befindet sich zudem der Schriftzug Aggro Berlin Präsentiert.

### Titelliste
1. Steh wieder auf (Original) – 3:50
2. Steh wieder auf (Tai Jason RMX) – 4:00
3. Steh wieder auf (Masta RMX) – 3:48
4. Steh wieder auf (Superfunk RMX) – 3:34
5. Hummer und Kaviar – 4:46
6. Wir bewahren die Haltung – 4:30
7. Steh wieder auf (Instrumental) – 3:48
8. Ey yo (Video) – 4:38

### Chartplatzierungen
Steh wieder auf stieg am 10. Oktober 2005 auf Platz 14 in die deutschen Singlecharts ein und belegte in den folgenden beiden Wochen Rang 18. Insgesamt war es zehn Wochen lang in den Top 100 vertreten. In Österreich erreichte das Lied Position 28 und hielt sich elf Wochen in den Charts, wogegen es sich in der Schweiz nicht platzieren konnte.
| ChartsChartplatzierungen | Höchstplatzierung | Wochen |
| ------------------------ | ----------------- | ------ |
| Deutschland (GfK)        | 14 (10 Wo.)       | 10     |
| Österreich (Ö3)          | 28 (11 Wo.)       | 11     |